# 확률! 대도전
《확률! 대도전》은 대한민국의 문화방송에 일요일 일요일 밤에 방송됐던 코너로 버라이어티 게임 쇼 프로그램이다. 방송 기간은 1996년 11월 10일부터 1997년 2월 23일까지, 진행자는 김용만, 김국진이다.

## 출연자 게스트
- 402회(1) : 아이돌(이세성, 최혁준), 박미경, 표영호, 이선진 (김용만팀 승리)
- 403회(2) : 박미경 vs 언타이틀 (언타이틀 승리)
- 404회(3) : 박미경 vs R.ef (박미경 승리)
- 406회(4) : R.ef vs 영턱스클럽 (R.ef 승리)
- 407회(5) : 노이즈 vs 영턱스클럽 (노이즈 승리)
- 408회(6) : 영턱스클럽 vs 클론 (영턱스클럽 승리)
- 409회(7) : 클론 vs H.O.T (클론 승리)
- 410회(8) : 김정민 vs H.O.T (김정민 승리)
- 411회(9) : H.O.T vs 허리케인 블루 (H.O.T 승리)
- 412회(10) : 허리케인 블루 vs 쿨 (허리케인블루 승리)
- 413회(11) : 하모하모 vs 쿨 (하모하모 승리)
- 414회(12) : 주주클럽 vs 쿨 (쿨 승리)
- 416회(13) : 주주클럽 vs 이지훈 (이지훈 승리)

## 같이 보기
- 일요일 일요일 밤에 종영된 코너 목록